# Epuraea laeviuscula
Epuraea laeviuscula är en skalbaggsart som först beskrevs av Leonard Gyllenhaal 1827.  Epuraea laeviuscula ingår i släktet Epuraea, och familjen glansbaggar. Arten är reproducerande i Sverige.